# Плавання на Чемпіонаті світу з водних видів спорту 2022 — 1500 метрів вільним стилем (чоловіки)
Змагання з плавання на дистанції 1500 метрів вільним стилем серед чоловіків на Чемпіонаті світу з водних видів спорту 2022 відбулися 24 і 25 червня 2022 року.

## Рекорди
Перед початком змагань світовий рекорд і рекорд чемпіонатів світу були такими:
| Світовий рекорд          | Сунь Ян (CHN) | 14:31.02 | Лондон, England | 4 серпня 2012 |
| Рекорд чемпіонатів світу | Сунь Ян (CHN) | 14:34.14 | Шанхай (Китай)  | 31 липня 2011 |

Під час змагань встановлено такі рекорди чемпіонатів світу.
| Дата      | Дисципліна | Ім'я                  | Країна | Час      | Рекорд |
| --------- | ---------- | --------------------- | ------ | -------- | ------ |
| 25 червня | Фінал      | Грегоріо Пальтріньєрі | Італія | 14:32.80 | CR     |

## Результати

### Попередні запливи
Попередні запливи розпочалися 24 червня о 10:11 за місцевим часом.
| Місце | Заплив | Доріжка | Ім'я                  | Країна          | Час          | Примітки     |
| ----- | ------ | ------- | --------------------- | --------------- | ------------ | ------------ |
| 1     | 2      | 4       | Флоріан Веллброк      | Німеччина       | 14:50.12     | Q            |
| 2     | 2      | 5       | Михайло Романчук      | Україна         | 14:50.68     | Q            |
| 3     | 3      | 5       | Роберт Фінк           | США             | 14:50.71     | Q            |
| 4     | 2      | 2       | Гільєрме Коста        | Бразилія        | 14:53.03     | Q, SA        |
| 5     | 2      | 6       | Дам'єн Жолі           | Франція         | 14:53.47     | Q            |
| 6     | 3      | 3       | Лукас Мертенс         | Німеччина       | 14:53.59     | Q            |
| 7     | 3      | 4       | Грегоріо Пальтріньєрі | Італія          | 14:54.56     | Q            |
| 8     | 2      | 3       | Денієл Джервіс        | Велика Британія | 14:56.89     | Q            |
| 9     | 3      | 1       | Денієл Віффен         | Ірландія        | 14:57.66     | NR           |
| 10    | 3      | 6       | Чарлі Кларк           | США             | 15:00.33     |              |
| 11    | 3      | 0       | Кшиштоф Хмелевський   | Польща          | 15:07.70     |              |
| 12    | 2      | 0       | Кім У Мін             | Південна Корея  | 15:08.50     |              |
| 13    | 3      | 8       | Генрік Крістіансен    | Норвегія        | 15:09.53     |              |
| 14    | 3      | 2       | Семюел Шорт           | Австралія       | 15:10.14     |              |
| 15    | 3      | 9       | Марван Ель-Камаш      | Єгипет          | 15:10.80     |              |
| 16    | 3      | 7       | Nguyễn Huy Hoàng      | В'єтнам         | 15:15.06     |              |
| 17    | 2      | 1       | Акош Кальмар          | Угорщина        | 15:21.44     |              |
| 18    | 2      | 7       | Карлос Гарач          | Іспанія         | 15:30.62     |              |
| 19    | 1      | 6       | Рафаель Понсе де Леон | Перу            | 15:54.72     |              |
| 20    | 1      | 4       | Родольфо Фалькон      | Куба            | 16:02.43     |              |
| 21    | 2      | 9       | Тоннам Кантеемоол     | Таїланд         | 16:09.28     |              |
| 22    | 1      | 5       | Абіб Халіль           | Ліван           | 16:12.11     |              |
| 23    | 1      | 3       | Хаїр Лопес            | Еквадор         | 16:57.92     |              |
| 24    | 2      | 8       | Чен Лун               | Китай           | Не стартував | Не стартував |

### Фінал
Фінал відбувся 25 червня о 18:17 за місцевим часом.
| Місце | Доріжка | Ім'я                  | Країна          | Час      | Примітки |
| ----- | ------- | --------------------- | --------------- | -------- | -------- |
| 1     | 1       | Грегоріо Пальтріньєрі | Італія          | 14:32.80 | CR, ER   |
| 2     | 3       | Роберт Фінк           | США             | 14:36.70 | AM       |
| 3     | 4       | Флоріан Веллброк      | Німеччина       | 14:36.94 |          |
| 4     | 7       | Лукас Мертенс         | Німеччина       | 14:40.89 |          |
| 5     | 5       | Михайло Романчук      | Україна         | 14:40.98 |          |
| 6     | 6       | Гільєрме Коста        | Бразилія        | 14:48.53 | SA       |
| 7     | 8       | Денієл Джервіс        | Велика Британія | 14:48.86 |          |
| 8     | 2       | Дам'єн Жолі           | Франція         | 15:09.15 |          |